# BSH Hausgeräte

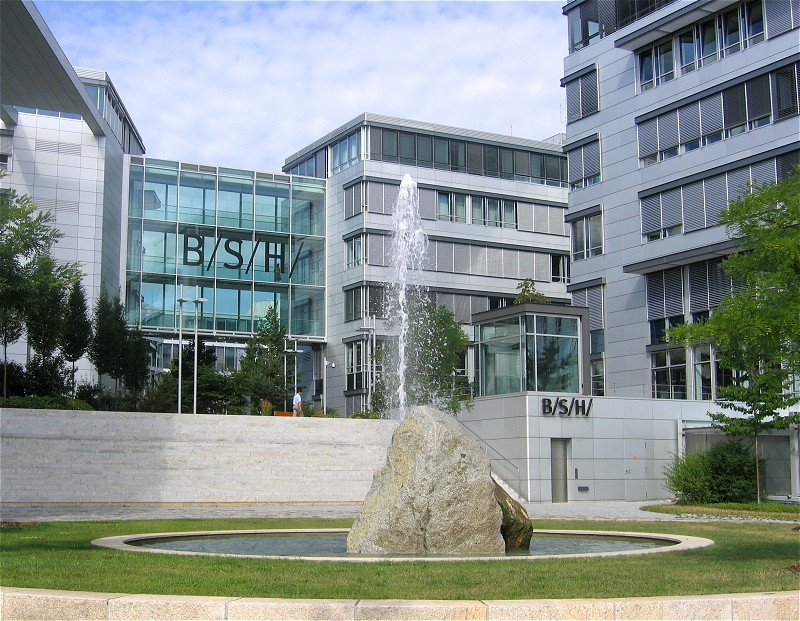
BSH-Zentrale in München-Neuperlach

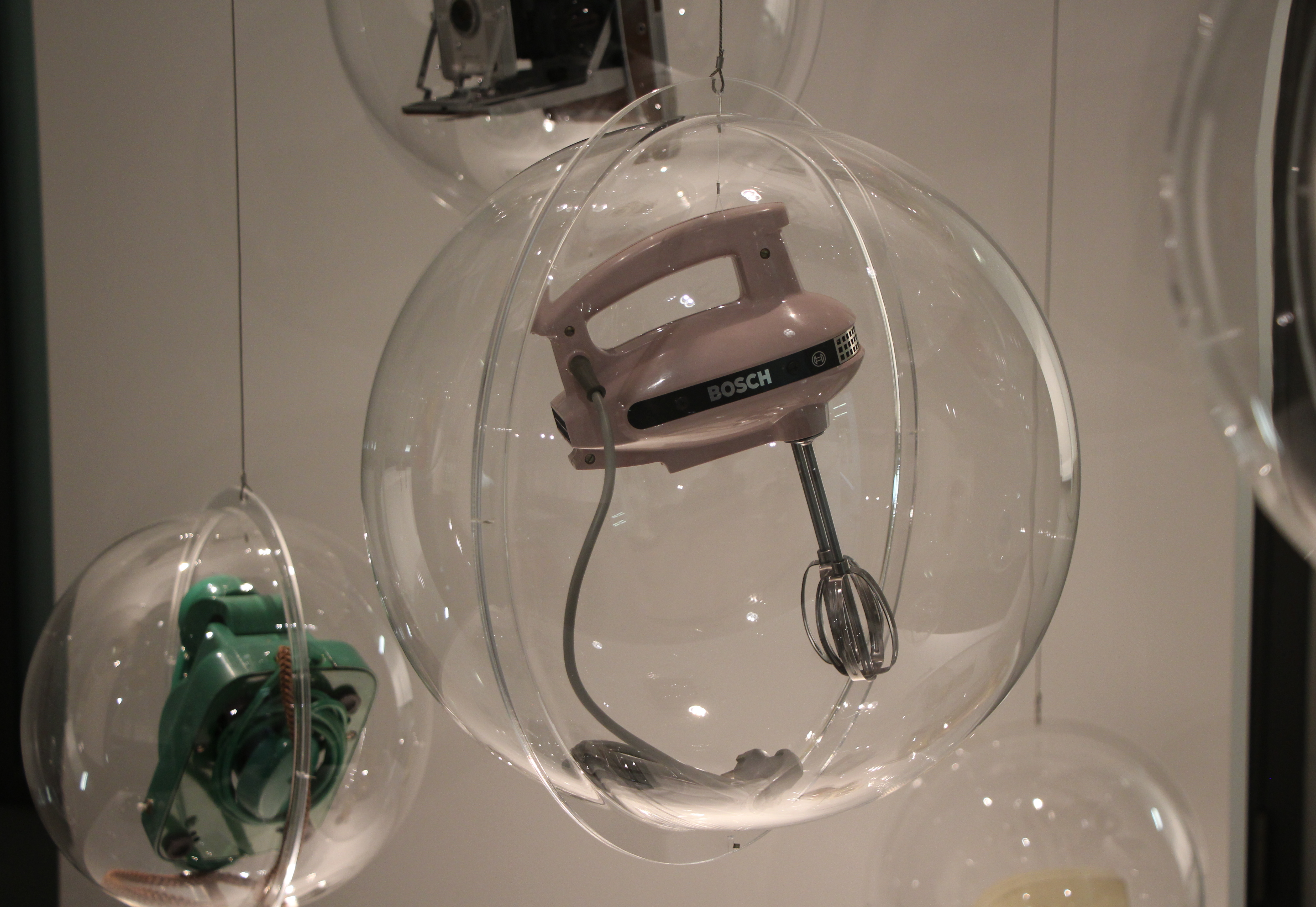
Bosch Handrührgerät,
Neue Sammlung, München

BSH Hausgeräte GmbH (ehemals BSH Bosch und Siemens Hausgeräte GmbH) mit Sitz in München ist ein Hersteller von Haushaltsgeräten. Gegründet als Gemeinschaftsunternehmen von Bosch und Siemens, ist es seit 2015 ein 100-prozentiges Tochterunternehmen der Bosch-Gruppe. BSH erzielte 2024 einen Umsatz von rund 15,3 Milliarden Euro und ist ein Marktführer in Westeuropa; das Unternehmen ist in rund 50 Ländern in Europa, USA, Lateinamerika und Asien tätig.

## Geschichte

### Gründung in Deutschland
Die BSH Hausgeräte GmbH (damals Bosch-Siemens Hausgeräte GmbH – BSHG) wurde 1967 als Joint Venture von Robert Bosch (Stuttgart) und Siemens (München) gegründet. Zu diesem Zeitpunkt unterhielt die BSH Fabriken in Berlin, Giengen und Traunreut.

### Expansion in Europa
1976 beteiligte sich die BSH an Pitsos, Athen in Griechenland (BSH Ikiakes Syskeveses A.B.E.) und erweiterte die Anzahl der Produktionsstandorte um die Fabriken Dillingen und Athen.
1982 übernahm BSH die Marke Neff und gründete die Neff GmbH in München. Die Fabrikstandorte wurden um das Werk in Bretten erweitert.
In Spanien beteiligte sich BSH 1988/89 an Balay in Saragossa und erwarb Safel in Pamplona und damit die Fabriken in Estella, Pamplona, Santander und Saragossa.
Im Bereich der kleinen Hausgeräte erweiterte sich die BSH im Jahre 1993 mit der Übernahme der Kleingerätefabrik MGA Mali Gospodinski Aparati, Nazarje in Slowenien.

### Interkontinental
1994 gründete die BSH in China die BSW Household Appliances Co., als Joint Venture mit der ‚Wuxi Little Swan‘-Gruppe und begann mit der Fertigung und dem Vertrieb von Waschmaschinen in Wuxi. Zudem wurde die Gaggenau Hausgeräte in Deutschland akquiriert. In Brasilien übernahm BSH in diesem Jahr auch das stimmberechtigte Kapital des brasilianischen Hausgeräteherstellers Continental 2001, São Paulo, fortan BSH Continental Eletrodomésticos (Verkauf der Tochter im Jahr 2009).
1995 übernahm BSH die Mehrheit der türkischen PEG Profilo Elektrikli Gereçler Sanayii A.Ş. in Istanbul. Hierdurch kam ein weiterer Produktionsstandort in der Türkei (Çerkezköy) zum Portfolio. In Deutschland kam die Fabrik in Nauen (Brandenburg) hinzu.
1996 wurde in China die BSY Cooling Appliances Co., Ltd, gegründet; heute heißt sie BSH Home Appliances Co., Ltd. In Chuzhou in China wurden Kältegeräte gefertigt und vertrieben. In Peru wurde in diesem Jahr der Hausgerätehersteller Coldex, S.A., Lima mehrheitlich übernommen. Die Fertigungsstandorte Chuzhou (China), Lima (Peru) und Bad Neustadt (Deutschland) kamen hinzu.
1997/98 expandierte BSH vorwiegend in den USA. Es wurde die BSH Home Appliances Partnership in New Bern, NC die heutige 'BSH Home Appliances Corporation' (damals Huntington Beach, seit 2012 Irvine) gegründet. Somit kam der Fertigungsstandort New Bern zu den Fabriken hinzu.
Die Übernahme des US-amerikanischen Wärmegeräteherstellers Thermador in Huntington Beach folgte 1998. In Regensburg/Michalovce wurde 'EDS Electronics, Drives and Systems' übernommen. In Spanien wurde Ufesa, ein Hersteller kleiner Hausgeräte, übernommen. Weitere Fabrikstandorte in Polen (Łódź), Russland (Tschernogolowka), Slowakei (Michalovce), Spanien (Vitoria, Echarri-Aranaz) und USA (La Follette, Vernon) folgten.
2001 wurde in Thailand die BHST Washing Appliances Ltd., Kabinburi, als Joint-Venture mit der Hitachi-Gruppe gegründet und 2002 die zugehörige Fabrik eröffnet. In New Bern (North Carolina, USA) wurde für ein neues Waschmaschinenwerk der Grundstein gelegt und in Łódź, Polen ein neues Werk für Geschirrspüler eröffnet.
2003 konnte die Herdproduktion in den USA beginnen, ebenso die Produktion von Waschmaschinen und Trocknern. Außerdem bezog BSH eine neue Konzernzentrale in München-Neuperlach.
2004 wurden Anteile von Fedders bei der Produktion von Raum-Klimageräten in Spanien (Estella) übernommen. Für eine Trocknerfabrik in Łódź wurde in diesem Jahr der Grundstein gelegt, außerdem wurde die BSH Electrical Appliances (Jiangsu) Co. Ltd., Nanjing (China) gegründet.
2005 kaufte BSH in Russland (Strelna bei Sankt Petersburg) ein Grundstück für eine Kühlgerätefabrik. Ebenso wurde in China (Nanjing) der Grundstein für den Appliance Park gelegt und die neue Trocknerfabrik in Łódź eröffnet.
2006 lief in Çerkezköy bei Istanbul die Produktion von Geschirrspülern an.
2007 wurde eine Kältegerätefabrik eröffnet und der Grundstein für eine Waschmaschinenfabrik in Sankt Petersburg sowie für eine Waschmaschinenfabrik in Nanjing gelegt.
2009 startete die Waschmaschinenproduktion in Nanjing, außerdem wurde die BSH Home Appliances Private Limited, Mumbai gegründet.
2010 wurde die BSH Home Appliances Saudi Arabia LLC, Dschiddah (Saudi-Arabien) gegründet.
2011 wurde das neu erbaute Technologiezentrum Wäschepflege im Technopark in Berlin eröffnet. Das Technologiezentrum ersetzte den Standort in Berlin-Gartenfeld. Im gleichen Jahr fand außerdem der Spatenstich für ein Entwicklungszentrum Kaffeevollautomaten und Espressomaschinen in Traunreut statt.
2012 eröffnete die BSH eine Waschmaschinenfabrik in St. Petersburg.
Im November 2012 gab BSH außerdem die Absicht bekannt, den polnischen Hausgerätehersteller Zelmer durch ein öffentliches Übernahmeangebot übernehmen zu wollen. Die Transaktion wurde im März 2013 mit dem Erwerb von über 97 % des Kapitals an Zelmer abgeschlossen.
Im gleichen Jahr wurde der Grundstein für die erste BSH-Fabrik Indiens in Chennai gelegt, die 2014 eröffnete.
Im November 2015 legte die BSH in Chuzhou den Grundstein für ihre erste Geschirrspülerfabrik in China, in der speziell für den chinesischen Markt produziert werden soll.

### Ganz zu Bosch
Am 22. September 2014 machten Siemens und Bosch bekannt, dass Siemens seine Anteile an dem Gemeinschaftsunternehmen vorbehaltlich der Zustimmung durch die Kartellbehörden vollständig an Bosch verkauft. Der Verkauf wurde am 5. Januar 2015 vollzogen, sodass das Unternehmen seitdem im alleinigen Besitz von Bosch ist. Im Zuge der Übernahme wurde das Unternehmen in BSH Hausgeräte GmbH umbenannt.
2020 verkaufte BSH die Rechte an der Marke Zelmer an die spanische Gruppe B&B Trends und die Produktionsanlagen des ehemaligen Athener Werks an Pyramis.

### Zwangsverwaltung durch Russland
Im Zuge des Russisch-Ukrainischen Kriegs (ab 2014/2022) stellt Russland auch die BSH Household Appliances unter eine Zwangsverwaltung durch die Gasprom Household Systems, eine Tochter des staatlichen russischen Gasriesen Gazprom.

## Marken

### Hausgerätemarken

#### Globalmarken
- Bosch[13]
- Siemens
- Gaggenau

#### Regionale Marken
- Neff
- Thermador

#### Lokale Marken
- Balay[13]
- Constructa
- Pitsos
- Profilo
- Junker

### Servicemarken
- BlueMovement
- Simply Yummy
- WeWash
- Foodfittery

### Ökosystemmarke
- Home Connect

## Standorte und Werke

### Europa
Deutschland (Werke und Standorte)
- Bad Neustadt an der Saale: Staubsauger (450 Mitarbeiter)
- Berlin: Technologiezentrum Wäschepflege (800 Mitarbeiter), nach Arbeitskämpfen bis etwa zum Jahr 2006  Standort Gartenfeld[14]
- Bretten (Neff GmbH): Elektroherde, Dunstabzugshauben (1.300 Mitarbeiter)
- Dillingen an der Donau: Geschirrspüler (2.400 Mitarbeiter)
- Giengen an der Brenz: Kühl- und Gefriergeräte (2.600 Mitarbeiter)
- Regensburg: Entwicklung Elektronik
- München: Konzernzentrale (2.200 Mitarbeiter)
- Nauen: Waschmaschinen (600 Mitarbeiter)
- Traunreut: Herde, Backöfen, Kochfelder, Mikrowellenkombigeräte (3.000 Mitarbeiter)

Frankreich
- Lipsheim (Gaggenau Industrie S.A.): Dampfbacköfen, Gas- und Elektrokochfelder

Griechenland
- Athen: Elektroherde

Polen
- Łódź (2 Werke): Waschmaschinen, Geschirrspüler, Wäschetrockner
- Breslau: Elektroherde, Kühl- und Gefriergeräte (ehemals Fagor Mastercook)
- Rzeszów: Kleingeräte

Slowakei
- Michalovce: Motoren, Elektronik

Slowenien
- Nazarje: Küchenmaschinen, Handrührer, Stabmixer etc. (Kleine Hausgeräte)

Spanien
- Esquíroz: Kühl- und Gefriergeräte, Geschirrspüler
- La Cartuja Baja (Saragossa): Waschmaschinen
- Montañana (Saragossa): Elektroherde
- Santander: Gasherde
- Vitoria: Kleine Hausgeräte

Türkei
- Çerkezköy: Waschmaschinen, Geschirrspüler, Kühl- und Gefriergeräte, Gasherde, Kleingeräte

### Übrige Welt
China
- Chuzhou (2 Werke): Geschirrspüler, Kühl- und Gefriergeräte
- Nanjing: Staubsauger, Kleingeräte, Gaskochfelder, Dunstabzugshauben, Waschmaschinen, Waschtrockner, Motoren
- Wuxi: Waschmaschinen

Indien
- Chennai: Waschmaschinen

Peru
- Callao (Lima): Herde, Kühlschränke

Vereinigte Staaten
- La Follette, Tennessee: Herde und Grills der Marke Thermador
- New Bern, North Carolina: Geschirrspüler, Herde

## Kennzahlen
BSH erzielte 2023 einen Umsatz von rund 14,8 Milliarden Euro und ist mit einem Marktanteil von über 20 % Marktführer in Westeuropa. Das Unternehmen hat 39 Fabriken in Europa, USA, Lateinamerika und Asien. Zusammen mit einem Netz von Vertriebs- und Kundendienstgesellschaften sind etwa 80 Gesellschaften in rund 50 Ländern mit rund 63.000 Mitarbeitenden für die BSH tätig.

## Aktionen nach Gerätedefekten

### Rückruf von Geschirrspülmaschinen wegen Brandgefahr
Ende August 2013 teilte BSH mit, dass in Deutschland rund zwei Millionen Geschirrspülmaschinen der Marken Siemens, Bosch, Neff, Constructa und Junker+Ruh aus den Jahren 1999 bis 2005 wegen eines fehlerhaften Bauteils, das im schlimmsten Fall hätte Feuer fangen können, für einen Umbau zurückgerufen werden. Bei dem Bauteil handelt es sich um ein elektronisches Relais, das die Heizung des Spülwassers steuert. Beim Umbau, der den Fehler behebt, wird das unsichere Bauteil, das sich auf der Hauptplatine befindet, stillgelegt. Das neue Relais wird aus Platzgründen unter die Frontseite montiert und mit einem Kabel an die Platine angeschlossen. Weltweit waren rund fünf Millionen Geräte verkauft worden. In Deutschland waren nach Angaben des Unternehmens bis dahin 69 Zwischenfälle bekannt geworden. Dies war einer der bislang größten Rückrufe in Deutschland. Das Unternehmen gab zu, dass die Probleme bereits 2009 bekannt waren.

### Nachbesserung Gas-Standherde
Am 4. Oktober 2016 wurde der Sicherheitshinweis publiziert, dass bestimmte Gas-Standherde mit Produktionszeitraum Januar 2009 – Oktober 2011 „in seltenen Fällen“ an einem Gasanschlussteil lecken können. BSH hat eine Website mit Bild des Herds online gestellt, die anhand der Eingabe von Modell- und Chargen-Nummer die mögliche Betroffenheit eines Exemplars anzeigt. In einem zweiten Schritt kann per E-Mail oder Anruf ein kostenloser Austausch am Aufstellort angefordert werden.